# Dactylopusia bahamensis
Dactylopusia bahamensis is een eenoogkreeftjessoort uit de familie van de Dactylopusiidae. De wetenschappelijke naam van de soort is voor het eerst geldig gepubliceerd in 1891 door Edwards.